# Margattea gulliveri
Margattea gulliveri är en kackerlacksart som beskrevs av Hanitsch 1928. Margattea gulliveri ingår i släktet Margattea och familjen småkackerlackor. Inga underarter finns listade i Catalogue of Life.